# Mar Coll
Mar Coll (Barcelona, 1981) és una directora de cinema i guionista catalana.

## Biografia
Va estudiar al Liceu Francès i sempre li ha interessat el cinema francès i ha mantingut un vincle amb França i amb la seva cultura.
Va estudiar a l'Escola Superior de Cinema i Audiovisuals de Catalunya entre els anys 1999 i 2003. El 2004 va presentar el curt que havia fet a l'escola, La última polaroid, que va obtenir el premi a la millor direcció dintre de la categoria Nova Autoria patrocinada per la SGAE en el 38è Festival Internacional de Cinema de Catalunya l'any 2005.
La mort del seu avi i passar per tot el procés de resoldre els assumptes trivials relacionats amb la mort, la portà a escriure el guió de Tres dies amb la família per al projecte Opera Prima de l'ESCAC. L'escola el va seleccionar perquè Escándalo Films produís la que seria finalment la seva primera pel·lícula comercial. Després d'arrasar en l'edició del 2010 dels premis Gaudí per aquest film, la jove directora va guanyar el premi Goya a la millor directora novella. El mateix 2010 va participar com a membre del jurat, juntament amb Isabel Coixet i d'altres persones, en el festival en línia de sèries web de Nikodemo.tv.
El 25 de maig de 2018, s'estrenà la minisèrie Matar al padre a Movistar +.

## Filmografia
Llargmetratges
- Tres dies amb la família (2009)
- Tots volem el millor per a ella (2013)[5]
- Salve Maria (2024)[6]

Curtmetratges
- La última polaroid (2004)
- La inquilina (2015)[7]

Sèries de televisió
- Matar al padre (2018)[8]

## Premis i nominacions

### Premis
- 2005: Premi a la millor direcció a la categoria Nova Autoria del Festival Internacional de Cinema de Catalunya per La última polaroid
- 2009: Biznaga d'argent a la millor direcció per Tres dies amb la família,[9] al Festival de Màlaga
- 2010: Gaudí a la millor direcció per Tres dies amb la família
- 2010: Goya al millor director novell per Tres dies amb la família
- 2016: Premi ALMA al millor guió per La inquilina, al Festival de Cinema d'Alcalà d'Henares
- 2024: Gaudí al millor guió adaptat (amb Valentina Viso) per Salve Maria[10]

### Nominacions
- 2010: Gaudí al millor guió per Tres dies amb la família
- 2014: Gaudí a la millor direcció per Tots volem el millor per a ella
- 2014: Gaudí a la millor pel·lícula en llengua catalana per Tots volem el millor per a ella
- 2014: Gaudí al millor guió (amb Valentina Viso) per Tots volem el millor per a ella[11]
- 2024: Gaudí al millor guió adaptat (amb Valentina Viso) per Salve Maria